# أدرو (أسطورة)
أدرو (بالإنجليزية: Adro)‏ في الأساطير الأفريقية إله حارس لبحيرة ألبرت في وسط أفريقيا، يقال إنه هو الذي خلق الجنس البشري في الأزمان القديمة، ويعيش الآن قرب الأنهار مع عدد كبير من الزوجات والأطفال.
وهو رب اللوغبارا، الذين يقطنون في المنطقة الممتدة بين زائير وأوغندا. وكان لأدرو مظهران: الأول خيِّر، والثاني شرير. وهو خالق السماء والأرض، وقيل أنه يظهر للشخص وهو يحتضر. يصورنه طويلًا وأبيض اللون، بنصف جسد، أي بعين واحدة، وأذن واحدة، وذراع واحدة، وساق واحدة. وأبناؤه يقال لهم أدرونزي.